# Vyacheslav Vassilievich Stepanov
Wjatscheslaw Wassiljewitsch Stepanow (em russo:  Вячеслав Васильевич Степанов; Smolensk, 4 de setembro de 1889 — Moscou, 22 de julho de 1950) foi um matemático russo.

## Obras
- com Viktor V. Nemytskii: Qualitative Theory of Differential Equations, Princeton University Press 1960, Dover 1989
- Lehrbuch der Differentialgleichungen (= Hochschulbücher für Mathematik. Volume 20). Berlim, Deutscher Verlag der Wissenschaften, Berlim 1956.